# Annie Chapelier

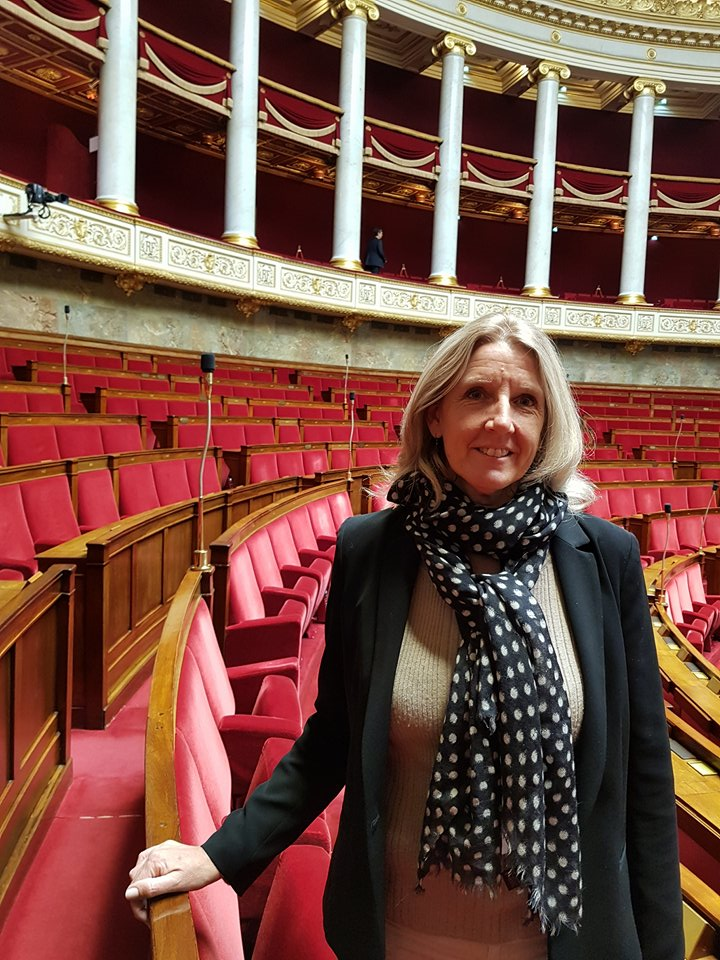
Annie Chapelier (2017)

Annie Chapelier (* 7. November 1967 in Windsor, Kanada) ist eine französische Politikerin. Sie wurde 2017 als Abgeordnete im 4. Wahlkreis von Gard gewählt. Sie war zunächst Mitglied der Fraktion  La République en marche (LREM), bevor sie sich der Gruppe Écologie démocratie solidarité anschloss.

## Leben und Wirken
Chapelier ist von Beruf Anästhesieschwester.
Annie Chapelier hat als Ersatzkandidaten (suppléant) für ihr Mandat in der Nationalversammlung Gérard Unternaehrer bestimmt, einen Absolventen der École polytechnique, Ingénieur Général de l'Armement.
Anfangs war Chapelier Mitglied der Organisation Citoyenneté, action, participation pour le xxie siècle (Cap21). Bei den Wahlen zur Nationalversammlung 2017 kandidierte sie im 4. Wahlkreis von Gard (östlich der Stadt Alès gelegen) für La République en marche. Der bisherige Abgeordnete Fabrice Verdier, der für die Sozialistische Partei kandidierte, schied im 1. Wahlgang aus. Im 2. Wahlgang wurde sie mit einem Vorsprung von 6000 Stimmen vor der Kandidatin der Partei Front National, Brigitte Roulaud, gewählt.
Im Januar 2020 trat Annie Chapelier aus der Partei LREM aus, die sie als „eine Bewegung ohne Bodenhaftung, ohne Verständnis für die verschiedenen Landesteile“ bezeichnete sowie als Partei „der Apparatschiks, der kleinen mehr oder weniger selbsternannten Führungsgestalten“, die sich der„Masse der Mitglieder, die in ihren Augen unbedeutend sind, überlegen fühlen und von denen sie verlangen, dass sie ihnen blindlings folgen und gehorchen“ und die sie beschuldigt, gegen den Klimanotstand nichts zu unternehmen. Sie verblieb noch einige Zeit in der Fraktion der LREM im Rahmen des Apparentement (einer Art Listenverbindung), bis sie sich der Gruppe Écologie Démocratie Solidarité anschloss, als diese im Mai 2020 gegründet wurde.
Im April 2020 entschloss sie sich, angesichts der Covid-19-Pandemie im Krankenhaus von Nîmes als Anästhesieschwester zu arbeiten.